# Irena Szydłowska
Irena Szydłowska (* 28. Januar 1928 in Lwiw; † 14. August 1983 in Warschau) war eine polnische Bogenschützin.

## Karriere
Irena Szydłowska nahm 1972 in München erstmals an den Olympischen Spielen teil. Mit 2407 Punkten belegte sie hinter Doreen Wilber den zweiten Rang im Einzel und erhielt somit die Silbermedaille. Bei den Olympischen Spielen 1976 in Montreal beendete sie die erste Runde noch auf Rang acht, fiel in der zweiten Runde als 18. aber weit zurück und schloss den Einzelwettbewerb auf dem 20. Gesamtrang ab. Bei Weltmeisterschaften 1967 in Amersfoort und in York 1971 wurde sie mit der polnischen Mannschaft Weltmeisterin.